# Emperadrius romanes
Aquest és un llistat de les dones que van ser emperadrius romanes, és a dir, la esposa de l'emperador romà, el governant de l'Imperi Romà.
Els romans no tenien un terme únic que fes referència a aquesta posicióː els títols llatins i grecs com Augusta (derivat del primer emperador August), Caesarissa o Kaisarissa (derivada de Juli Cèsar), Basilissa (el femení de Basileu) i Autokratorissa (el femení d'autòcrata), tots van ser emprats. Al segle iii, l'Augusta també podía rebre els títols de Mater Castrorum ("Mare dels Campaments") i Mater Patriae ("Mare de la Pàtria"). Un altre títol atorgat a les emperadrius bissantines era Eusebestatē Augusta ("La més pietosa Augusta"); també rebíen el títol de Kira (Senyora) o Despina (el femení de dèspota). Com a conseqüència de la divisió de l'Imperi Romà sota l'autoritat de diferents emperadors, van haver-hi períodes en els que hi havia més d'una emperadriu romana. Totes les emperadrius romanes es troben incloses en aquest llistat amb algunes coemperadrius. No totes van rebre el títol d'Augusta. Algunes Caesarisses i Despines que mai van ser emperadrius també es troben incloses, ja que els títols eren molt semblants al d'emperadriu; no obstant això, a l'Imperi Romà d'Orient aquests títols son més equivalents al terme modernː "Princeses Coronades".
L'Imperi Romà d'Occident no va produir cap emperadriu regnant, tot i que l'obscura Ulpia Severina possiblement va arribar a governar per dret propi durant algun temps després de la mort del seu marit Aurelià. L'Imperi Romà d'Orient va tenir tres emperadrius regnants oficialsː Irene, Zoe i Teodora. Mai va haver-hi cap emperador consort mascul·lí, però algunes parelles van ser co-regnants simultànis.
Algunes variances del títol sonː
- Emperadriu de Roma.
- Emperadriu de l'Imperi Romà.
- Emperadriu Romana.
- Emperadriu de l'Imperi Romà d'Occident.
- Emperadriu Romana Occidental.
- Emperadriu de l'Imperi Romà d'Orient.
- Emperadriu Oriental.
- Emperadriu dels Romans.
- Emperadriu de Romania.

Variances cristiano-occidentals i modernesː
- Emperadriu de l'Imperi Romà d'Orient.
- Emperadriu romana d'Orient.
- Emperadriu de Constantinoble.
- Emperadriu dels Grecs.

## Emperadrius consorts de l'Imperi Romà

### Dinastia Júlio-Clàudia(27 a. C. - 68 d. C.)
- Lívia Drusil·la, com a consort d'August.
- Lívia Orestil·la, com a consort de Calígula.
- Lòl·lia Paulina, com a consort de Calígula.
- Cesònia, com a consort de Calígula.
- Valèria Messal·lina, com a consort de Claudi.
- Agripina II, com a consort de Claudi.
- Octàvia, com a consort de Neró.
- Popea Sabina, com a consort de Neró.
- Messal·lina Estatília, com a consort de Neró.

### Any dels quatre emperadorsiDinastia Flàvia(68 - 96 d. C.)
- Gal·lèria Fundana, com a consort de Vitel·li.
- Domícia Longina, com a consort de Domicià.

### Dinastia Antonina(96 - 192)
- Pompeia Plotina, com a consort de Trajà.
- Víbia Sabina, com a consort d'Hadrià.
- Faustina Major, com a consort d'Antoní Pius.
- Faustina Menor, com a consort de Marc Aureli.
- Ànnia Lucil·la, com a consort de Luci Ver.
- Crispina, com a consort de Còmmode.

### Any dels cinc emperadorsiDinastia Severa(96 - 235)
- Flàvia Titiana, com a consort de Pertinax.
- Mànlia Escantil·la, com a consort de Didi Julià.
- Júlia Domna, com a consort de Septimi Sever.
- Fúlvia Plautil·la, com a consort de Carcal·la.
- Nonia Celsa, com a consort de Macrí.
- Júlia Cornèlia Paula, com a consort d'Elagàbal.
- Aquília Severa, com a consort d'Elagàbal.
- Ànnia Faustina, com a consort d'Elagàbal.
- Sal·lústia Bàrbia Orbiana, com a consort d'Alexandre Sever.

### Crisi delsegleiii
- Cecília Paulina, com a consort de Maximí el Traci.
- Sabina Fúria, com a consort de Gordià III.
- Màrcia Otacília Severa, com a consort de Filip l'Àrab.
- Herènnia Etruscil·la, com a consort de Deci.
- Afinia Gèmina Bebiana, com a consort de Trebonià Gal.[1]
- Cornèlia Supera, com a consort de Marc Emilià.
- Cornèlia Salonina, com a consort de Gal·liè.
- Úlpia Severina, Emperadriu per dret propi i esposa d'Aurelià.
- Magnia Urbica, com a consort de Carí.

### TetrarquiaiDinastia constantiniana
- Prisca, com a consort de Dioclecià.
- Eutròpia, com a consort de Maximià.
- Flàvia Maximiana Teodora, com a consort de Constanci Clor.
- Galèria Valèria, com a consort de Galeri.
- Valèria Maximil·la, com a consort de Majenci.
- Minervina, com a consort de Constantí el Gran.[2]
- Flàvia Maximiana Fausta, com a consort de Constantí el Gran.
- Flàvia Valèria Constància, com a consort de Licini I.
- Innominada, com a consort de Constanci II.[3]
- Eusèbia, com a consort de Constanci II.
- Màxima Faustina, com a consort de Constanci II.
- Helena, com a consort de Julià l'Apòstata.
- Charito, com a consort de Jovià.

### Dinastia teodosiana
- Flacil·la, com a consort de Teodosi I el Gran.
- Gal·la, com a consort de Teodosi I el Gran.

## Emperadrius consorts de l'Imperi Romà d'Occident

### Dinastia teodosiana
- Maria, com a consort de Flavi Honori.
- Aemilia Materna Thermantia, com a consort de Flavi Honori.
- Gal·la Placídia, com a consort de Constanci III.
- Eudòxia, com a consort de Valentinià III i de Petroni Màxim.

### No dinàstiques
- Marcia Eufemia, com a consort d'Antemi.
- Placídia, com a consort d'Olibri.
- Neboda innominada de Flavi Valeri Lleó, com a consort de Juli Nepot.

## Emperadrius consorts de l'Imperi Romà d'Orient

### Dinastia teodosiana
- Èlia Eudòxia, com a consort d'Arcadi.
- Eudòxia Augusta, com a consort de Teodosi II.
- Pulquèria (qui va fer vot de castedat), com a emperadriu regent i consort de Marcià.

### Dinastia tràcia
- Èlia Verina, com a consort de Lleó I.
- Èlia Ariadna, com a consort de Zenó i d'Anastasi I.
- Èlia Zenonis, com a consort de Basilisc.

### Dinastia justiniana
- Eufèmia, com a consort de Justí I.
- Teodora, com a consort de Justinià I.
- Èlia Sofia, com a consort de Justí II.[4]
- Èlia Anastàsia, com a consort de Tiberi II.
- Constantina, com a consort de Maurici.

### No dinàstiques
- Lleòncia, com a consort de Flavi Focas.

### Dinastia heracliana
- Eudòxia Fàbia, com a consort d'Heracli.
- Martina, com a consort d'Heracli.
- Gregòria, com a consort de Constantí III.
- Fausta, com a consort de Constant II.
- Anastàsia, com a consort de Constantí IV.
- Eudòxia, com a consort de Justinià II.
- Teodora de Khazària, com a consort de Justinià II.

### Dinastia isàurica
- Maria, com a consort de Lleó III.
- Anna, com a consort d'Artabasd.
- Irene de Khazària, com a consort de Constantí V.
- Maria, com a consort de Constantí V.
- Eudòxia, com a consort de Constantí V.[5]
- Irene d'Atenes, com a consort de Lleó IV.
- Maria d'Amnia, com a consort de Constantí VI.
- Teòdota, com a consort de Constantí VI.

### Dinastia niceforiana
- Teòfano d'Atenes, com a consort d'Estauraci.
- Procòpia, com a consort de Miquel I.

### No dinàstiques
- Teodòsia, com a consort de Lleó V l'Armeni

### Dinastia frígia
- Tecla, com a consort de Miquel II.
- Eufrosina, com a consort de Miquel II.
- Teodora, com a consort de Teòfil.
- Eudòxia Decapolitissa, com a consort de Miquel III.

### Dinastia macedònia
- Eudòxia Inguerina, com a consort de Basili I el Macedoni.[6]
- Teòfano Martinàcia, com a consort de Lleó VI el Filòsof.
- Zoè Zaützena, com a consort de Lleó VI el Filòsof.[7]
- Eudòxia Baiana, com a consort de Lleó VI el Filòsof.[5]
- Zoe Carbonopsina, com a consort de Lleó VI el Filòsof.[8]
- Helena Lecapena, com a consort de Constantí VII.
- Teodora, com a consort de Romà I.
- Teòfano, com a consort de Romà II i de Nicèfor Focas.[9]
- Teodora de Macedònia, com a consort de Joan I.
- Helena, com a consort de Constantí VIII.
- Zoè Porfirogènita, com a consort de Romà III, Miquel IV i de Constantí IX.

### Dinastia dels Comnens
- Caterina de Bulgària, com a consort d'Isaac I.

### Dinastia dels Ducas
- Eudòxia Macrembolitissa, com a consort de Constantí X i de Romà IV.
- Irene Pegonites, com a consort de Joan Ducas.
- Maria d'Alània, com a consort de Miquel VII i de Nicèfor III.

### Dinastia dels Comnens
- Irene Ducena, com a consort d'Aleix I Comnè.
- Irene d'Hongria, com a consort de Joan II Comnè.
- Irene de Sulzbach, com a consort de Manuel I.
- Maria d'Antioquia, com a consort de Manuel I.
- Agnès de França, com a consort d'Aleix II Comnè i d'Andrònic I Comnè.

### Dinastia dels Àngels
- Margarida d'Hongria, com a consort d'Isaac II Àngel.
- Eufrosina Ducena, com a consort d'Aleix III.
- Eudòxia Angelina, com a consort d'Aleix V.

### Dinastia dels Paleòleg
- Teodora Ducena Vatatzena, com a consort de Miquel VIII.
- Anna d'Hongria, com a consort d'Andrònic II.
- Irene de Montferrat, com a consort d'Andrònic II.
- Rita d'Armènia, com a consort de Miquel IX.
- Irene de Brunswick, com a consort d'Andrònic III.
- Joana de Savoia, com a consort d'Andrònic III.
- Irene Assèn, com a consort de Joan VI Cantacuzè.
- Helena Cantacuzena, com a consort de Joan V Paleòleg.
- Irene Paleòloga, Emperadriu per dret propi i consort de Mateu Cantacuzè.
- Maria Keratsa de Bulgària, com a consort d'Andrònic IV.
- Helena Dragaš, com a consort de Manuel II.
- Irene Gattiluso, com a consort de Joan VII.
- Anna de Moscou, com a consort de Joan VIII.
- Sofia de Montferrat, com a consort de Joan VIII.
- Maria Gran Comnena, com a consort de Joan VIII.

## Emperadrius consorts pretendents de l'Imperi Romà
L'Imperi Romà d'Occident va finalitzar l'any 476 i l'Imperi Romà d'Orient al 1453. Encara que altres van continuar reclamant títols semblants després de la Caiguda de Constantinoble l'any 1453 -per exemple, emperadrius sacro romanes (com a hereves de l'Imperi Occidental) o tzarines i emperadrius russes (com les emperadrius de la Tercera Roma)- l'última emperadriu consort regnant de l'Imperi Romà Oriental de Constantinoble va ser Maria de Trebisonda. L'últim pretendent paleòleg, Andreu Paleòleg, va vendre els seus drets de successió a Carles VIII de França, però també va donar títols imperials a Ferran II d'Aragó i Isabel I de Castella, de forma que des del segle xv tant les reines franceses com les reines espanyoles han estat les emperadrius titulars de l'Imperi Romà d'Orient. Un altre Paleòleg, Manuel Paleòleg, va vendre el seu dret de successió al sultà otomà Baiazet II (els sultans otomans ja preteníen ser els Kaizer-i-Rum o emperadors roman); però com no hi ha res semblant a una sultana perquè els otomans practicaven la poligamia, no hi han consorts otomanes. Unes altres possibles pretendents podríen haver estat les reines gregues, perquè la monarquia grega va ser principalment creada al 1832 com a successora de l'Imperi Romà d'Orient. Les anteriors reines d'Itàlia podríen haver estat unes altres pretendents, ja que els seus marits van ser els únics monarques europeus que efectivament posseïen la ciutat de Roma, seu de l'Imperi Romà des del seu començament.
Ni les emperadrius de Rusia, les reines de França, Espanya, Itàlia o Grècia van pretendre a cap títol romà i els pretendents que clarament van insistir, van emprar la paraula Romà en el seu títol, les Emperadrius del Sacre Imperi Romano Germànic i les reines dels romans, van deixar la seva pretensió amb la desaparició de l'Imperi l'any 1806. Actualment les consorts de cinc d'aquests estats son pretendents en els seus propis països, elles i l'actual Reina d'Espanya no pretenen tenir títols romans. L'estatus dels actuals pretendents als estats successors de Trebisonda, Èpir, no son gaire segurs, així que menys clars son els drets dels seus cònjuges; els dèspotes de Morea van esdevenir els emperadors romans a l'exili l'any 1453.